# Zoho Office Suite
Zoho Office Suite 是印度一個Web版的在线办公平台，其中就包括文字处理器、電子試算表、演示文稿、数据库、笔记、Wiki、网络会议、客户关系管理(CRM)、 項目管理軟件、发票和其他应用程序。該協作平台由Zoho Corporation於2005年推出。